# Прісноводні заболочені ліси дельти Іраваді
Прісноводні заболочені ліси дельти Іраваді (ідентифікатор WWF: IM0116) — індомалайський екорегіон тропічних та субтропічних вологих широколистяних лісів, розташований в дельті річки Іраваді в М'янмі. 

## Географія
Екорегіон прісноводних заболочених лісів дельти Іраваді охоплює прісноводну частину дельти Іраваді, віддалену приблизно на 70 км від узбережжя Андаманського моря. На півночі він переходить у прибережні дощові ліси М'янми, а на півдні, в тій частині дельти, де переважає вплив солоної морської води, — у бірманські мангри. 
Регіон простягається приблизно на 170 км із заходу на схід та на 125 км із півночі на південь. Його рельєф представлений переважно низовинами, що лежать в середньому на висоті 6 м над рівнем моря, і порізані численними старицями та звивистими рукавами. На північному заході ці низовини переходять у передгір'я Араканських гір. З геологічної точки зору основу регіону складають сланці, вапняки та інші осадові породи, перекриті алювіальними суглинками. Екорегіон є надзвичайно родючим через значні об'єми річкового мулу, який відкладається в дельті. Іраваді є п'ятою річкою у світі за кількістю річкових наносів.

## Клімат
В межах екорегіону переважає саванний клімат (Aw за класифікацією кліматів Кеппена). Він характеризується відносно рівномірною температурою протягом року та яскраво вираженим сухим сезоном. Середньорічна кількість опадів становить приблизно 2500 мм, більшість з яких випадає під час сезону мусонів з червня по жовтень у вигляді сильних злив.

## Флора
Понад 80 % екорегону займають сільськогосподарські угіддя та постійні водойми. Залишки природних лісів є дуже фрагментованими. Серед дерев, що ростуть у прісноводних заболочених лісах регіону, слід відзначити тикове дерево (Tectona grandis), деревоплідну ксилію (Xylia xylocarpa var. kerrii), малабарське бавовняне дерево (Bombax ceiba), високий бомбакс (Bombax insigne), дерево сатхон (Imbralyx leucanthus), дальбергію Курца (Dalbergia kurzii), свинячу сливу (Spondias pinnata), індійський ясен (Lannea coromandelica), дерево бахеда (Terminalia bellirica), філєреєлистий аногейсус (Terminalia phillyreifolia), еліптичну терміналію (Terminalia elliptica), терміналію чебула (Terminalia chebula), дерево кусум (Schleichera oleosa), червоне лотосове дерево (Magnolia insignis), серцелисту адіну (Adina cordifolia) та різні види євгеній (Eugenia spp.) і авраамових дерев (Vitex spp.).
Також в екорегіоні зустрічаються бамбукові зарості, основу яких складають бамбукоподібні мелоканни (Melocanna baccifera). Серед інших бамбуків, поширених в регіоні, слід відзначити дінохлою Макклеланда (Dinochloa macclellandii), біловійчасту гігантохлою (Gigantochloa albociliata), бенгальський бамбук (Bambusa tulda), довгопіхвовий бамбук (Dendrocalamus longispathus), тонкоголовий порожнистий бамбук (Cephalostachyum pergracile) та бірманський бамбук (Bambusa polymorpha).

## Фауна
Внаслідок знищення значної частини природного рослинного покриву більшість великих ссавців, таких як індокитайські тигри (Panthera tigris corbetti) та індокитайські леопарди (Panthera pardus delacouri), вимерли в регіоні. Станом на 1982 рік тут збереглося лише невелике стадо з 15 індійських слонів (Elephas maximus indicus). Серед ссавців, які продовжують мешкати в регіоні, слід відзначити індійського замбара (Rusa unicolor), бенгальського аксиса (Axis porcinus), дику свиню (Sus scrofa) та макаку-крабоїда (Macaca fascicularis). В гирло Іраваді іноді запливають рідкісні іравадійські дельфіни (Orcaella brevirostris) та гребінчасті крокодили (Crocodylus porosus).
Водно-болотні угіддя екорегіону є важливим місцем зимування для тисяч перелітних птахів, які мігрують сюди щороку. Серед водоплавних та коловодних птахів, які зимують в дельті Іраваді, слід відзначити монгольського пісочника (Charadrius mongolus), лопатня (Calidris pygmeus), великого грицика (Limosa limosa), великого кульона (Numenius arquata), білохвостого побережника (Calidris temminckii) та забайкальського дерихвоста (Glareola maldivarum). Серед інших поширених в регіоні птахів слід відзначити індійського лелеку-молюскоїда (Anastomus oscitans), білошийого лелеку (Ciconia episcopus), сивоперого ібіса (Threskiornis melanocephalus), рудого бугайчика (Ixobrychus cinnamomeus), індійську чаплю (Ardeola grayii), тихоокеанську чепуру (Egretta sacra), чорного крижня (Anas poecilorhyncha), довгохвосту якану (Hydrophasianus chirurgus) та чорночеревого крячка (Sterna acuticauda).

## Збереження
Оцінка 2017 року показала, що лише 6 км², або менше 1 % екорегіону, є заповідними територіями. Великі природоохоронні території в екорегіоні відсутні.